# Christian August von Taubenheim

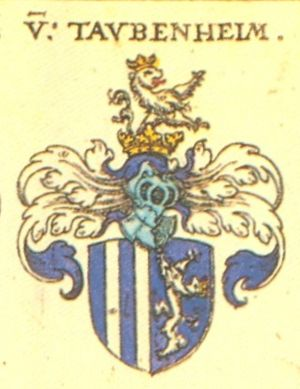
Familienwappen

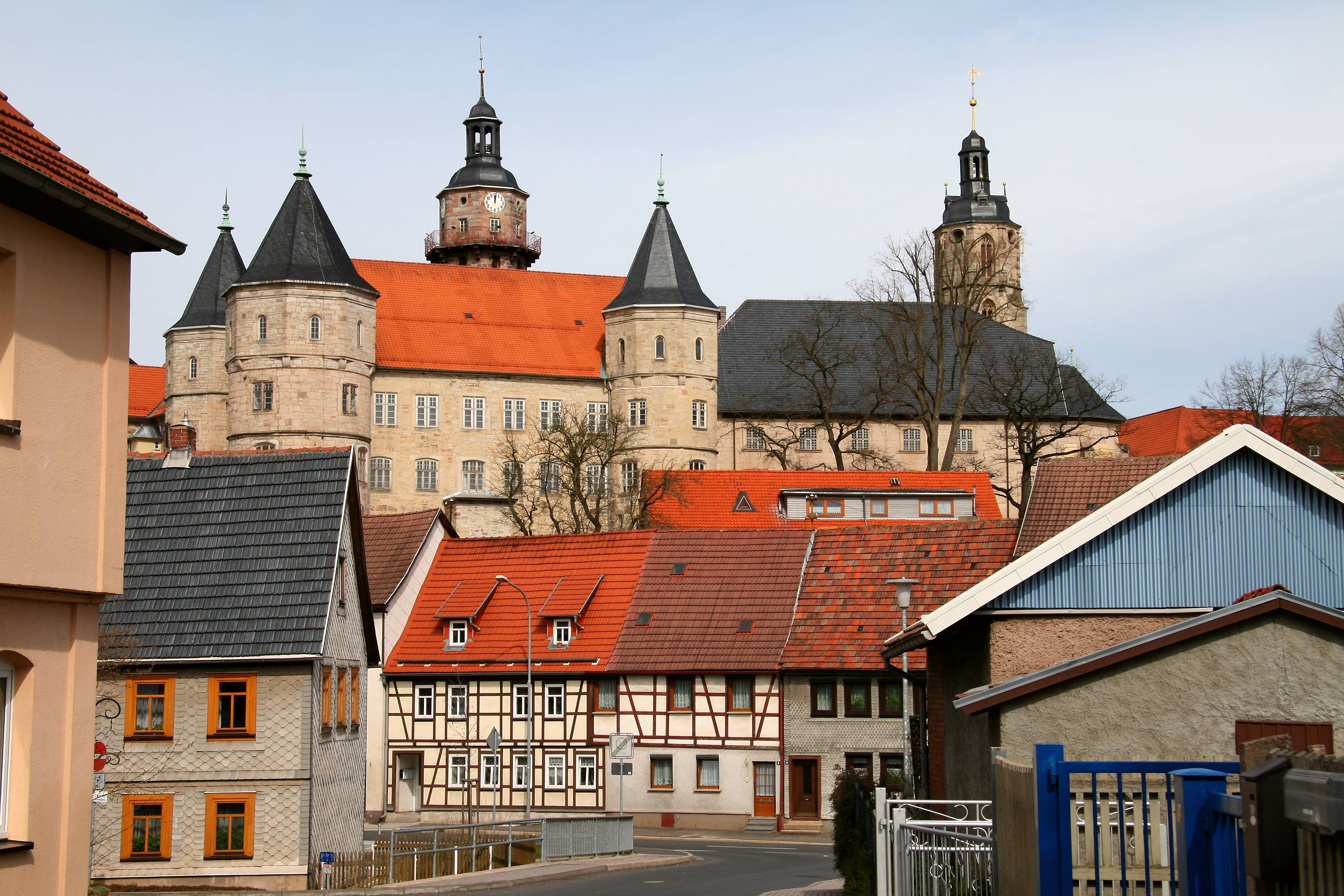
Bertholdsburg Schleusingen - Dienstsitz Taubenheims

Christian August von Taubenheim (* 1741; † 18. Januar 1820 in Schleusingen) war ein königlich-sächsischer Hofbeamter. Er war Oberaufseher der Grafschaft Henneberg und als solcher für deren kursächsischen Anteil, bestehend aus den Ämtern Suhl, Schleusingen und Kühndorf mit Benshausen zuständig.

## Leben
Er stammte aus dem alten Adelsgeschlecht der Markgrafschaft Meißen Taubenheim und schlug die Verwaltungslaufbahn ein. Die Funktion des kursächsischen (ab 1806 königlich-sächsischen) Oberaufsehers der Grafschaft Henneberg übernahm Taubenheim spätestens im Jahre 1774 und übte diese noch zu Beginn des 19. Jahrhunderts aus. Zuletzt stand ihm aufgrund seines hohen Lebensalters als Vizeaufseher Friedrich Bernhard Freiherr von Seckendorff zur Seite. Sein repräsentativer Amtssitz war in Schleusingen auf der Bertholdsburg.
Überregionale Bekanntheit erlangte er durch die Teilnahme an der Ilmenauer Bergwerkskonferenz im Juni 1781 im Rathaus in Ilmenau, die von Johann Wolfgang von Goethe organisiert worden ist. Er vertrat dort die kursächsischen Interessen. Es ging speziell um die Ablösung der durch die hennebergischen Erbschaft zustehenden Rechte Kursachsens und Sachsen Gotha am Bergbau gegenüber dem Herzog von Sachsen-Weimar.
Er starb 1820 in Schleusingen im 79. Lebensjahr und hinterließ die Witwe Marie von Taubenheim geb. Scharf sowie die Söhne August, Louis, Carl von Taubenheim und die Tochter Wilhelmine von Spangenberg geb. von Taubenheim. August war zum damaligen Zeitpunkt Rittmeister, Louis Major und Carl Oberforstmeister in Gera.

## Nachlass
Sein dienstlicher Nachlass wird heute im Landesarchiv Sachsen-Anhalt verwahrt.